# Eupteleaceae
Famille
Classification APG III (2009)
Les Eupteleaceae ou Euptéléacées sont une famille de plantes à fleurs dicotylédones de l'ordre des Ranunculales comprenant 2 ou 3 espèces du genre Euptelea (en).
Ce sont des arbres ou des buissons, à feuilles caduques, des zones tempérées d'Extrême-Orient. Ils ont des petites fleurs sans périanthe, un androcée constitué de 6-19 (-50), un gynécée constitué de (6-) 8-31 carpelles, caractéristiques qui font de cette famille une branche basale des Ranunculales.

## Étymologie
Le nom vient du genre Euptelea qui vient du grec ευ / eu (bien, bon, véritable), et πτελέα / ptelea), (orme). En effet les botanistes allemands Philipp Franz von Siebold et Joseph Gerhard Zuccarini qui, en 1835, donnèrent le nom au genre, appelaient la plante "Vielmännige Schönulme" ("bel orme polygonal"), sans doute en raison de la ressemblance de ses feuilles avec celle de l'Orme.

## Classification
En classification classique de Cronquist (1981), ces plantes faisaient partie des Hamamelidales. En classification phylogénétique APG III (2009), elles sont assignées aux Ranunculales.

### Liste des genres
Selon NCBI (22 avr. 2010), Angiosperm Phylogeny Website (21 mai 2010) et DELTA Angio (22 avr. 2010) :
- genre Euptelea (en) Siebold & Zucc.

### Liste des espèces
Selon NCBI (22 avr. 2010) :
- genre Euptelea (en)
  - Euptelea pleiosperma
  - Euptelea polyandra
  - Euptelea sp. Mathews SM01-41